# VIII. Fliegerkorps
Das VIII. Fliegerkorps war ein Großverband der Luftwaffe der Wehrmacht im Zweiten Weltkrieg.

## Geschichte

### Aufstellung
Das VIII. Fliegerkorps wurde am 10. November 1939 in Grevenbroich aus dem Fliegerführer z.b.V. gebildet. Da ihn ihm hauptsächlich Sturzkampfflieger- und Schlachtfliegerverbände konzentriert waren, wurde es schwerpunktmäßig dort eingesetzt, wo eine unmittelbare Unterstützung der Bodentruppen auf dem Schlachtfeld vonnöten war. In der Literatur ist auch die Bezeichnung Nahkampfkorps gängig.

### 1940
Im Jahre 1940 nahm das Korps am Westfeldzug teil, bis zum 13. Mai unter dem Kommando der Luftflotte 2 und anschließend unter der Luftflotte 3. Seine erste Aufgabe war die Unterstützung der 6. Armee der Heeresgruppe B beim Durchbruch durch die belgischen Grenzbefestigungen. Dazu standen dem Korps am 10. Mai 546 Flugzeuge zur Verfügung, bestehend aus 119 Kampf-, 280 Sturzkampf- und Schlacht-, 135 Jagd- und 12 Aufklärungsflugzeugen.
Ab dem 13. Mai wirkten die fliegenden Verbände bei der Schlacht bei Sedan mit, als sie durch ihre Luftangriffe westlich der Maas, das Übersetzen des motorisierten XIX. Armeekorps mit der 1., 2. und 10. Panzerdivision ermöglichte. In der weiteren Folge brachen die Verbände der Panzergruppe Kleist zur Kanalküste durch und das Korps griff mit seinen Sturzkampfflugzeugen immer wieder direkt in die Bodenkämpfe ein.
Am 3. Juni beteiligte es sich mit seinen Bomberverbänden am Unternehmen Paula, um die im Raum Paris vorhandenen Flugplätze und Flugzeugfabriken durch Luftangriffe zu zerstören. In der zweiten Phase des Feldzugs ab dem 5. Juni unterstützte es die Panzerverbände der 6. Armee sowie die 9. Armee bei Vorgehen auf Paris und darüber hinaus. Ab dem 21. Juni endeten die Einsätze für das Korps und es nahm in Frankreich an der Kanalküste gegen Großbritannien Stellung.
Ab dem 2. Juli nahm das Korps an der Luftschlacht um England teil. Dazu war es der Luftflotte 3 unterstellt. Anfangs noch gegen die britische Schifffahrt im Ärmelkanal eingesetzt, griff es ab dem 19. August auch Ziele auf dem englischen Festland an. Es stellte sich schnell heraus, das die Sturzkampfverbände aufgrund ihrer geringen Reichweite, der niedrigen Bombenlast und der geringen Höchstgeschwindigkeit nicht für diese Art der Luftkriegsführung geeignet sind, so das bis Ende des Jahres hohe Verluste auftraten und die Angriffe schließlich ganz eingestellt wurden.

### 1941
Im Januar 1941 verlegte das Korps zur Luftflotte 4 nach Rumänien das zu diesem Zeitpunkt durch den Beitritt zum Dreimächtepakt mit dem Deutschen Reich verbündet war. Von dort aus, intervenierte es ab dem 6. April beim Balkanfeldzug. Zusammen mit den fliegenden Verbänden der Fliegerführer Graz und Arad führte es am 6. und 7. April mehrere Luftangriffe auf Belgrad durch, obwohl die jugoslawische Regierung Belgrad zur offenen Stadt erklärt hatte. Der vom Oberbefehlshaber der Luftflotte 4, General der Flieger Alexander Löhr entwickelte Plan zur Bombardierung der Stadt sah für die Verbände des Korps vor, durch Spreng- und Brandbomben Großbrände zu verursachen, um der nächtlichen zweiten Angriffswelle die „Zielauffindung zu erleichtern“. Dabei kamen tausende Zivilisten ums Leben, nach jugoslawischen Nachkriegsangaben, mindestens 2271. Der verantwortliche Oberbefehlshaber der Luftflotte 4 wurde für dieses Kriegsverbrechen, am 16. Februar 1947 vor dem Militärgerichtshof der Föderativen Volksrepublik Jugoslawien, zum Tode verurteilt. Das Urteil wurde zehn Tage später vollstreckt.
Anschließend bombardierte das Korps an der griechisch-bulgarischen Grenze die Bunkerbauwerke der Metaxas-Linie beiderseits des Rupel-Passes, um den angreifenden Truppen des XVIII. Gebirgskorps der 12. Armee den Weg zu ebnen. Obwohl die Bomben an den Bunkern nur wenig Schäden anrichteten, gelang der Durchbruch durch das Strymon-Tal und anschließend der Vormarsch über Saloniki nach Athen. Vom 24. bis 30. April versenkten Sturzkampfflieger und Bomber des Korps im Mittelmeer nahe der Insel Kreta die Zerstörer Diamond und Wryneck, die Transporter Pennland (16.381 BRT), Slamat (11.636 BRT), Costa Rica (8.672 BRT) und Ulster Prince (3.791 BRT) und die britische Marinejacht Calanthe (370 BRT). Von den über 1000 evakuierten britischen Soldaten auf den Schiffen werden am Ende nur 1 Offizier und 49 Mann gerettet.
Ab dem 20. Mai nahm das Korps mit seinen Kampfflieger- und Sturzkampffliegerverbänden an der Luftlandeschlacht auf Kreta teil. Dazu standen 280 Kampf-, 150 Sturzkampf-, 180 Jagd- und 40 Aufklärungsflugzeuge zur Verfügung. Da die britische Luftwaffe keine nennenswerten fliegenden Verbände auf Kreta stationiert hatte errang das Korps noch vor Angriffsbeginn die Luftherrschaft. Aufgrund dessen konnte es am 22. Mai die britischen Kreuzer Gloucester und Fiji sowie den Zerstörer Greyhound versenken. Bis zum 1. Juni versenkte und beschädigte das Korps weitere britische Kriegsschiffe.
Im Juni 1941, in Vorbereitung des Überfalls auf die Sowjetunion, verlegte das Korps zur Luftflotte 2 in den Mittelabschnitt der Ostfront. Es hatte die größte Zahl der verfügbaren Sturzkampf- und Schlachtfliegerverbänden in seinen Reihen, so dass es weiterhin als Nahkampfkorps zur Unterstützung der Heeresoperationen an Schwerpunkten eingesetzt wurde. Nach Beginn des Angriffs am 22. Juni griff das Korps drei Tage lang, mit allen verfügbaren Kräften, sowjetische Militärflugplätze an. In dieser Phase wurden die Bomber täglich vier- bis sechsmal, die Sturzkampfbomber sieben- bis achtmal und die Jäger fünf bis achtmal eingesetzt. Anschließend unterstützten die fliegenden Verbände des Korps die Panzergruppe 3 und die 9. Armee beim Vormarsch auf Moskau. Unter anderen unterstützte es die Bodentruppen bei der Kesselschlacht bei Białystok und Minsk, der Kesselschlacht bei Smolensk, der Doppelschlacht bei Wjasma und Brjansk und der Schlacht um Moskau. In der Zeit von Ende Juli bis zum 28. September war es der Luftflotte 1 im Nordabschnitt der Ostfront unterstellt, um den Vormarsch der Heeresgruppe Nord in Richtung Leningrad zu unterstützen.

### 1942
Im Mai 1942 verlegte es auf die Krim zur Luftflotte 4 in den Südabschnitt der Ostfront. Dort nahm es mit seinen fliegenden Verbänden ab dem 8. Mai am Unternehmen Trappenjagd teil. Mit 11 Bomber-, 3 Stuka-, 2 Schlacht- und 5 Jagdgruppen, zusammen etwa 460 Flugzeuge, intervenierte es, zugunsten der 11. Armee bei der Wiedereroberung der zuvor von der Roten Armee in der Kertsch-Feodossijaer Operation befreiten Halbinsel Kertsch.
Anschließend beteiligte es sich an der Eroberung der sowjetischen Seefestung Sewastopol. Dazu standen dem Korps in 7 Bomber-, 3 Stuka- und 4 Jagdgruppen rund 600 Flugzeuge zur Verfügung. Zur Vorbereitung der Bodenoffensive bombardierte das Korps ab dem 27. Mai Stellungen und Bunker rund um Sewastopol und setzte die Luftangriffe nach Beginn der Bodenoffensive am 7. Juni bis Ende Juni fort.
Nach Eröffnung der Fall Blau genannten deutschen Sommeroffensive, am 28. Juni 1942 war das Korps am Nordflügel der Heeresgruppe Süd eingesetzt, um der 4. Panzerarmee den Weg nach Woronesch am Don zu ebnen. Anschließend folgte es der 4. Panzerarmee und der 6. Armee in Richtung Stalingrad. Auf dem Weg dahin, konnte am 25. Juli bei Kalatsch die Rote Armee größere Teile des XIV. Panzerkorps abschneiden. Nur die massierte Unterstützung und die Notversorgung durch Einsatz des Korps konnte die deutschen Verbände vor der Einkesselung retten. Ab August führte das Korps Luftangriffe auf Stalingrad durch, die auch im September noch andauerten. Dabei kamen in der nicht evakuierten Stadt bis zu 40.000 Menschen ums Leben.
Nach der Einschließung deutscher und rumänischer Truppen in Stalingrad, organisierte das Korps eine Luftbrücke zur Versorgung der eingeschlossenen deutschen und rumänischen Verbände. Unter dem Korpsstab wurde die Dienststelle des Luftversorgungsführers Stalingrad geschaffen, die von Generalleutnant Martin Fiebig, dem Kommandierenden General des Korps, persönlich geführt wurde. Ihm standen der Transportfliegerführer 1 in Morosowskaja zur Verfügung, der die Verbände, die mit der He 111 ausgerüstet waren führte, wie das Kampfgeschwader 55, die I./Kampfgeschwader 100, die Kampfgruppe z.b.V. 5 und die Kampfgruppe z.b.V. 20. Vom Fliegerhorst Tazinskaja kamen die I./Kampfgeschwader 51 mit der Ju 88, die Kampfgruppe z.b.V. 50, die Kampfgruppe z.b.V. 500, die Kampfgruppe z.b.V. 700 und die Kampfgruppe z.b.V. 900 mit der Ju 52 sowie die Kampfgruppe z.b.V. 21 und die Kampfgruppe z.b.V. 22 mit der Ju 86 zum Einsatz. Geführt wurden sie vom Transportfliegerführer 2. Auch vom viermotorigen Bomber He 177A-1 des Kampfgeschwaders 50 wurden 27 vom Fliegerhorst Saporoshje/Süd eingesetzt. Von Stalino aus flogen die Kampfgruppe z.b.V. 200 mit der Fw 200, die I./Luftlandegeschwader 2 mit der He 111 als Schleppflugzeug und dem Lastensegler Go 242 und die Kampfgruppe z.b.V. 500 mit der Ju 52 in den Transporteinsatz. Aufgrund widriger Umstände, wie das Winterwetter, die gut organisierte sowjetische Luftverteidigung und der Verlust wichtiger Flugplätze, konnte es zu keinem Zeitpunkt ausreichend Nachschub in den Kessel einfliegen. Vom 24. November 1942 bis zum 31. Januar 1943 gingen insgesamt 495 Maschinen verloren, darunter 269 Ju 52, 169 He 111, 42 Ju 86, 9 Fw 200, 5 He 177 und 1 Ju 290. Die Verluste betrugen demnach etwa 50 % der eingesetzten Flugzeuge.

### 1943
Bei der Schlacht um den Kursker Bogen ab dem 5. Juli 1943 unterstützte das Korps den südlichen Angriffskeil, bestehend aus der 4. Panzerarmee und der Armeeabteilung Kempf. Dafür standen bei Angriffsbeginn 202 Bomber, 497 Sturzkampf- und Schlachtflugzeuge, 163 Jagdflugzeuge und 51 Nah- und Fernaufklärungsflugzeuge zur Verfügung. Am 7. Juli musste das Korps Teile der Sturzkampffliegerverbände an die 1. Fliegerdivision der Luftflotte 6 und einige Jagdfliegerverbände an andere Fronten abgeben. Als am 12. Juli im Bereich der 2. Panzerarmee der Heeresgruppe Mitte die Rote Armee die Orjoler Operation startete, gab das Korps seine gesamten Kampffliegerverbände nach dorthin ab, so dass es zu diesem Zeitpunkt nur noch über rund 50 % seiner Mittel verfügte.

### 1944

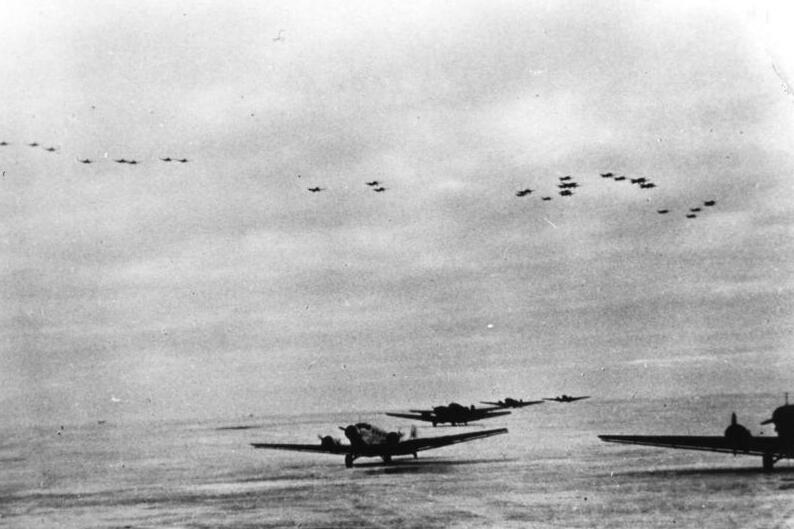
Transportflugzeuge vom Typ Ju 52 des VIII. Fliegerkorps auf dem Flugplatz Korsun

Als am 28. Januar 1944 zwei Armeekorps der 8. Armee am Dnjepr bei Korsun eingeschlossen wurden, und sich daraus die Kesselschlacht von Tscherkassy entwickelte, erhielt das Korps die Aufgabe die eingeschlossenen Truppen über die Luft zu versorgen. Mit 832 Transportmaschinen, 478 Bombern, 58 Schlachtfliegern und 168 Jägern wurden Versorgungsgüter, da der einzige Flugplatz bei Korsun nicht befestigt war, meistens über dem Kessel abgeworfen. Im Durchschnitt konnten so, vom 28. Januar bis zum 15. Februar 78 Tonnen pro Tag abgeworfen werden. Erforderlich waren aber mindestens 150 Tonnen. Dem Korps entstanden in dieser Zeit Verluste von 32 Transportmaschinen, 13 Bombern und 5 Jagdflugzeugen. Das Korps blieb bis Juli 1944 im Bereich der Luftflotte 4, sich stets den Rückzügen des Heeres anpassend, wechselte es dann zur Luftflotte 6 in den Mittelabschnitt der Ostfront.

### 1945
Anfang Januar war dem Korps die Zusammenarbeit mit der Heeresgruppe A befohlen. Dazu standen ihm aber lediglich drei Schlachtgruppen und zwei Jagdgruppen zur Verfügung, die Betriebsstoff für drei Großkampftage hatten. Als dann am 12. Januar die Rote Armee die Weichsel-Oder-Operation startete und innerhalb weniger Stunden die Front durchbrach, konnte das Korps kaum in die Kämpfe eingreifen und zog sich hinter die Oder zurück.
Zwischenzeitlich erhielt das Korps vom 25. Januar bis zum 2. Februar 1945 die Bezeichnung Luftwaffenkommando Schlesien. Letzte Luftkämpfe des Korps, das sein letztes Hauptquartier im April 1945 in Chrudim hatte, fanden südlich von Berlin statt. Am 28. April vereinigte sich das VIII. Fliegerkorps mit dem Luftgaukommando VIII zum Luftwaffenkommando VIII.

## Personen

### Kommandierender General
| Dienstgrad                                       | Name                   | Datum                               |
| ------------------------------------------------ | ---------------------- | ----------------------------------- |
| Generalmajor                                     | Wolfram von Richthofen | 10. November 1939 bis 30. Juni 1942 |
| Generalmajor                                     | Martin Fiebig          | 1. Juli 1942 bis 21. Mai 1943       |
| Generalmajor/Generalleutnant/General der Flieger | Hans Seidemann         | 21. Mai 1943 bis 28. April 1945     |

### Chef des Stabes
| Dienstgrad     | Name                 | Datum                                  |
| -------------- | -------------------- | -------------------------------------- |
| Oberstleutnant | Hans Seidemann       | 27. Dezember 1939 bis 10. Oktober 1940 |
| Oberst         | Rudolf Meister       | 15. Oktober 1940 bis 14. März 1942     |
| Oberstleutnant | Klaus Uebe           | 15. März 1942 bis 24. Oktober 1942     |
| Oberstleutnant | Lothar von Heinemann | 26. Oktober 1942 bis 11. Juni 1943     |
| Oberst         | Erich Schult         | 12. Juni 1943 bis 1. Oktober 1943      |
| Oberst         | Thorsten Christ      | 1. Oktober 1943 bis 18. November 1944  |
| Oberst         | Helmut Sorge         | 24. März 1945 bis 28. April 1945       |

### Erster Generalstabsoffizier
| Dienstgrad     | Name                  | Datum                                |
| -------------- | --------------------- | ------------------------------------ |
| Hauptmann      | Lothar von Heinemann  | 1. März 1940 bis 19. Februar 1942    |
| Hauptmann      | Helmut Sorge          | 20. Februar 1942 bis 15. März 1942   |
| Oberstleutnant | Torsten Christ        | 15. März 1942 bis 30. März 1942      |
| Major          | Claus Hinkelbein      | 26. Mai 1942 bis 4. November 1942    |
| Hauptmann      | Hans Meffert          | 10. April 1943 bis 24. Januar 1944   |
| Major          | Ernst-Günther Moeller | 15. Dezember 1943 bis 28. April 1945 |

## Unterstellung
| Unterstellung              | von                | bis                |
| -------------------------- | ------------------ | ------------------ |
| Luftflotte 2               | 10. November 1939  | 13. Mai 1940       |
| Luftflotte 3               | 13. Mai 1940       | August 1940        |
| Luftflotte 2               | August 1940        | Januar 1941        |
| Luftflotte 4               | Januar 1941        | Juni 1941          |
| Luftflotte 2               | Juni 1941          | Juli 1941          |
| Luftflotte 1               | Juli 1941          | 28. September 1941 |
| Luftflotte 2               | 28. September 1941 | Dezember 1941      |
| Oberkommando der Luftwaffe | Dezember 1941      | Mai 1942           |
| Luftflotte 4               | Mai 1942           | Juli 1944          |
| Luftflotte 6               | Juli 1944          | April 1945         |

## Unterstellte Verbände
| 10. Mai 1940 | |
| --- | --- |
| 10. Mai 1940 | Stab, I., II. und III./Kampfgeschwader 77; Stab, I. und III./Sturzkampfgeschwader 2; I./Sturzkampfgeschwader 76; Stab, I. und III./Sturzkampfgeschwader 77; IV./Lehrgeschwader 1; II./Lehrgeschwader 2; I./Jagdgeschwader 27; I./Jagdgeschwader 1, I./Jagdgeschwader 21; 2./Fernaufklärungsgruppe 123 |
| 13. August 1940 | |
| I. und III./Sturzkampfgeschwader 1; I. und II./Sturzkampfgeschwader 2; I., II. und III./Sturzkampfgeschwader 77; II./Lehrgeschwader 2; V./Lehrgeschwader 1; 2./Fernaufklärungsgruppe 11, 2./Fernaufklärungsgruppe 123; Nahaufklärungsgruppe 21 | |
| 5. April 1941 | |
| Stab, I. und III./Sturzkampfgeschwader 2; III./Sturzkampfgeschwader 3; I./Sturzkampfgeschwader 1; II. und 10./Lehrgeschwader 2; II./Zerstörergeschwader 26; Stab, II. und III./Jagdgeschwader 27; I./Lehrgeschwader 2; 2./Fernaufklärungsgruppe 11 | |
| 20. Mai 1941 | |
| Stab, I. und III./Kampfgeschwader 2; III./Kampfgeschwader 3; I., II. und III./Lehrgeschwader 1; II./Kampfgeschwader 26; II./Kampfgeschwader 4; Stab, I., II. und III./Sturzkampfgeschwader 1; Stab, I. und III. Sturzkampfgeschwader 2; Stab, I., II. und III./Sturzkampfgeschwader 77; Stab, I. und II./Zerstörergeschwader 26; II./Zerstörergeschwader 76; Stab, II. und III./Jagdgeschwader 77; I. und II. und 10./Lehrgeschwader 2; 2./Fernaufklärungsgruppe 11; 7./Lehrgeschwader 2                             | |
| 22. Juni 1941 | |
| Stab, I., II. und III./Kampfgeschwader 2; Stab, II. und III./Sturzkampfgeschwader 1; Stab, I. und III. Sturzkampfgeschwader 2, II. und 10./Lehrgeschwader 2; Stab, I. und II./Zerstörergeschwader 26; Stab, II. und III./Jagdgeschwader 27, II./Jagdgeschwader 52; 2./Fernaufklärungsgruppe 11; KGr. z. b. V. 1; ErgGr. 26 | |
| 5. Juni 1943 | |
| Stab und II./Kampfgeschwader 3; Stab, I. und II./Kampfgeschwader 27; Stab, II. und III./Kampfgeschwader 55; I./Kampfgeschwader 100; Stab, I. und II./Schlachtgeschwader 1; Stab, I., II. und III./Sturzkampfgeschwader 2; Stab, Stab, I., II. und III./Sturzkampfgeschwader 77; Stab, I. und III./Jagdgeschwader 52; Stab, II. und III./Jagdgeschwader 3; 10./Nachtjagdgeschwader 5; diverse selbständige Staffeln                                                                                                   | |
| Juni 1944 | |
| 14./Kampfgeschwader 27; Stab, 12. und 13./Schlachtgeschwader 9, Stab, I., II., III. und 10.(Pz.)/Schlachtgeschwader 77; Stab und 1./Nachtschlachtgruppe 4; 2./Fernaufklärungsgruppe 11, 2./Fernaufklärungsgruppe 100; Stab, 1. und 2./Nachtaufklärungsgruppe 2; ung. Staffel 102; ung. Fliegerführer 106 | |
| 8. März 1945 | |
| 3. Flieger-Division; Stab, II. und III./Schlachtgeschwader 4; Stab, I., II., III. und 10./Schlachtgeschwader 77; Stab, II., III. und 10./Schlachtgeschwader 2; 3./Nachtschlachtgruppe 4; Stab, I., II. und III./Jagdgeschwader 6; IV./Jagdgeschwader 1; Stab/Nahaufklärungsgruppe 15, 1. und 2./Nahaufklärungsgruppe 15, 12./Nahaufklärungsgruppe 13; Fi 156-Kommando IV; Fi 156-Kommando V; Stab/Fernaufklärungsgruppe 3, 2./Fernaufklärungsgruppe 100, 4./Fernaufklärungsgruppe 121, 4./Nachtfernaufklärungsgruppe | |

Anmerkungen
1. ↑  Bedeutung der Abkürzungen, siehe Organisation der Geschwader